# Socialistiska partiet (England och Wales)
Socialistiska Partiet (engelska: Socialist Party) är ett trotskistiskt politiskt parti, grundat 1991. Partiet ingår i Kommittén för en arbetarinternational, varav svenska sektionen är Rättvisepartiet Socialisterna. Officiellt organ är veckotidningen The Socialist.